# Clidemia ferox
Clidemia ferox är en tvåhjärtbladig växtart som beskrevs av Henry Allan Gleason. Clidemia ferox ingår i släktet Clidemia och familjen Melastomataceae. Inga underarter finns listade i Catalogue of Life.